# إبراهيم نامس الجبوري
إبراهيم نامس ياسين الجبوري (1977 - ) هو سياسي عراقي ووزير التربية العراقي في حكومة محمد شياع السوداني، وُلد إبراهيم في صلاح الدين قضاء الشرقاط، وكان سابقاً معاون العميد للشؤون العلمية في كلية التربية الأساسية من عام 2020 حتى تشرين الأول/أكتوبر 2022. حاصل على شهادة البكالوريوس عام 2003 وعلى الماجستير عام 2011، وعلى درجة الدكتوراه عام 2014 من جامعة تكريت.